# Казавчинская, Тамара Яковлевна
Тамара Яковлевна Казавчинская (7 февраля 1940, Одесса — 30 марта 2019, Карлсруэ) — российская переводчица и редактор. Дочь теплофизика Якова Казавчинского (1904—1986), жена лингвиста Сандро Кодзасова (с 1965 г.).
Училась в Одессе и Москве (в том числе у Р. Фрумкиной), кандидат филологических наук. На протяжении многих лет сотрудник Всесоюзной государственной библиотеки иностранной литературы, затем журнала «Иностранная литература», некоторое время заведовала в нём отделом публицистики. Последние годы жизни провела в Германии.
Перевела с английского языка «Памфлеты» Даниэля Дефо, рассказы Р. Киплинга и Г. К. Честертона, повести Э. Бронте и У. Коллинза, ряд биографических и гуманитарных книг. Среди последних (2018) работ переводчицы — мемуарная книга Гертруды Стайн «Париж Франция». Переводила также с польского языка (в том числе Станислава Лема).
Лауреат премии литературных критиков журнала «Иностранная литература» (2009, за перевод романа Дэвида Лоджа «Горькая правда») и Специальной премии имени Норы Галь (2015, за перевод эссе Г. К. Честертона и Л. Стрейчи).
По словам писателя Максима Осипова, Казавчинская «глубоко знала русскую, английскую, польскую литературу, любила музыку, но более всего, кажется, интересовалась самым живым, что есть в жизни, — людьми. Круг знакомств её был огромен, она умела дружить с людьми разных возрастов и культур: от диссидентов шестидесятых годов и старых литовских поэтов до юных артистов — ровесников её внучек».